# Медуза Ронданини
Медуза Ронданини — мраморная голова горгоны Медузы, или горгонейон, изваянная на рубеже нашей эры на основе утраченного греческого оригинала V или IV вв. до н. э. (круг Фидия, возможный прототип — горгонейон на щите Афины Парфенос).
Эта работа иллюстрирует превращение горгоны из омерзительного существа неопределённого пола в прекрасную женщину. Извивающиеся змеи ранних горгонейонов истолкованы автором скульптуры как непослушные кудри, о традиционной апотропической иконографии напоминают также стилизованные рожки горгоны.

## Признание
В начале XIX века «Медуза» стала предметом восторгов романтиков, в частности Гёте, а Антонио Канова отталкивался от неё при создании головы Медузы, которую держит в вытянутой руке его знаменитый «Персей». 
Король Людвиг Баварский увидел горгонейон во дворце маркиза Ронданини на Корсо и приобрёл его для своей глиптотеки, где он экспонируется и по сей день.
В современном мире Медуза Ронданини стала эмблемой модного дома Versace.